# Sanmaryńskie odznaczenia
System orderowo-odznaczeniowy Republiki San Marino składa się z dwóch orderów przeznaczonych dla obcokrajowców i kilku medali, które nadawane są przez obu Kapitanów Regentów San Marino, będących podczas pełnienia urzędu kolektywnym Wielkim Mistrzem i Kawalerem Krzyża Wielkiego Orderu San Marino.
| Baretka | Nazwa                                             |
| ------- | ------------------------------------------------- |
|         | Krzyż Wielki Orderu San Marino (Świętego Maryna)  |
|         | Wielki Oficer Orderu San Marino (Świętego Maryna) |
|         | Komandor Orderu San Marino (Świętego Maryna)      |
|         | Oficer Orderu San Marino (Świętego Maryna)        |
|         | Kawaler Orderu San Marino (Świętego Maryna)       |
|         | Krzyż Wielki Orderu Świętej Agaty (1923–1945)     |
|         | Wielki Oficer Orderu Świętej Agaty (1923–1945)    |
|         | Komandor Orderu Świętej Agaty (1923–1945)         |
|         | Oficer Orderu Świętej Agaty (1923–1945)           |
|         | Kawaler Orderu Świętej Agaty (1923–1945)          |
|         | Krzyż Wielki Orderu Świętej Agaty (od 1946)       |
|         | Wielki Oficer Orderu Świętej Agaty (od 1946)      |
|         | Komandor Orderu Świętej Agaty (od 1946)           |
|         | Oficer Orderu Świętej Agaty (od 1946)             |
|         | Kawaler Orderu Świętej Agaty (od 1946)            |
|         | Medal za Dzielność                                |
|         | Medal Zasługi Wojskowej i Cywilnej                |